# Hellesylt
Hellesylt è un piccolo villaggio nel comune di Stranda, in Norvegia. Il villaggio è in fondo al Sunnylvsfjord, che è una diramazione dello Storfjord. Nel 2012 esso contava 259 abitanti, numero che sale a 600 se si considerano le case nelle valli circostanti.

## Economia

### Turismo
In estate, migliaia di turisti arrivano ogni giorno a Hellesylt per visitare la regione o anche per soggiornarci. La maggior parte di loro prendono il traghetto per Geiranger, in alta stagione, che passa ogni mezz'ora. Il villaggio è circondato da splendide montagne e valli.

## Ambiente
Anche Hellesylt, come Geiranger, è sotto la costante minaccia del monte Åkerneset, che sta erodendo il Geirangerfjord. Un crollo potrebbe causare uno tsunami, distruggendo la maggior parte del centro di Hellesylt. Tsunami di questo tipo sono già avvenuti in passato e arrivano ad altezze incredibili, anche 150 metri, ovvero molto più alti dei classici tsunami oceanici, dato che sono causati dal crollo di grandi quantità di terra e roccia da un lato all'altro di fiordi molto stretti.